# Фторид ксенона(VI)
Гексафтори́д ксено́на — XeF6, бинарное неорганическое химическое соединение ксенона с фтором, представляющее собой при комнатной температуре бесцветные кристаллы. Формально является высшим фторидом ксенона. Обладает чрезвычайно высокой химической активностью и агрессивностью.

## Физико-химические свойства
| Свойство                                     | Значение            |
| -------------------------------------------- | ------------------- |
| Диэлектрическая проницаемость (при 55 °C)    | 4,1                 |
| Энтальпия образования (298К, в газовой фазе) | −277,2 кДж/моль     |
| Энтропия образования (298К, в газовой фазе)  | 387,242 Дж/(моль·К) |
| Теплоёмкость (298К, в газовой фазе)          | 131,168 Дж/(моль·К) |
| Энтальпия плавления                          | 5,74 кДж/моль       |
| Энтальпия возгонки                           | 60,8 кДж/моль       |

## Получение
- Обычно гексафторид получают длительным нагревом дифторида ксенона (XeF2) при 300 °C под давлением 60 атм( в качестве катализатора используется фторид никеля):

{\displaystyle {\mathsf {3XeF_{2}\rightarrow 2Xe+XeF_{6}}}}
- Однако известный советский учёный академик Легасов впервые в мире осуществил каталитический синтез гексафторида ксенона из простых веществ:

{\displaystyle {\mathsf {Xe+3F_{2}\rightarrow XeF_{6}}}}

## Строение
Исследование кристаллической структуры гексафторида ксенона заняло долгие годы, однако в результате применения современных физико-химических методов исследования удалось выявить шесть различных кристаллических модификаций. Например, при исследовании изотопно обогащённого соединения 129Xe19F6 методом 19F-ЯМР-спектроскопии было установлено, что при стандартных условиях четыре атома ксенона находятся в одинаковом электронном окружении из 24 атомов фтора.
Достаточно хорошо изучены 3 кристаллические структуры вещества:
| № | Температура перехода, °C | Строение                              |
| - | ------------------------ | ------------------------------------- |
| 1 | >10                      | Моноклинная, 8 XeF6 в ячейке          |
| 2 | 10÷−25                   | Орторомбическая, 16 XeF6 в ячейке     |
| 3 | −25                      | Моноклинная, 64 XeF6 в двойной ячейке |

## Химические свойства
Водой бурно гидролизуется до триоксида ксенона и плавиковой кислоты в три этапа. Все промежуточные продукты гидролиза выделены в индивидуальном состоянии:
{\displaystyle {\mathsf {XeF_{6}+H_{2}O\rightarrow XeOF_{4}+2HF}}}
{\displaystyle {\mathsf {XeOF_{4}+H_{2}O\rightarrow XeO_{2}F_{2}+2HF}}}
{\displaystyle {\mathsf {XeO_{2}F_{2}+H_{2}O\rightarrow XeO_{3}+2HF}}}
При растворении в жидком фтороводороде происходит частичная диссоциация:
{\displaystyle {\mathsf {XeF_{6}+HF\rightleftarrows XeF_{5}^{+}+HF_{2}^{-}}}}
Гексафторид ксенона является достаточно сильной кислотой Льюиса. В присутствии фторид-ионов возможно протекание следующих реакций:
{\displaystyle {\mathsf {XeF_{6}+F^{-}\rightarrow [XeF_{7}]^{-}}}}
{\displaystyle {\mathsf {[XeF_{7}]^{-}+F^{-}\rightarrow [XeF_{8}]^{2-}}}}
Например, вещество легко реагирует с фторидами щелочных металлов (кроме LiF):
{\displaystyle {\mathsf {XeF_{6}+RbF\rightarrow Rb[XeF_{7}]}}}
Однако при нагревании таких солей выше 50 °C происходит разложение:
{\displaystyle {\mathsf {2RbXeF_{7}\rightarrow XeF_{6}+Rb_{2}[XeF_{8}]}}}
Соединения состава M2XeF8 достаточно устойчивы. Например, натриевое производное устойчиво до 100 °C, а цезиевое — до 400 °C.
С фторидами менее активных элементов гексафторид ксенона образует двойные соли, которые впервые получили ещё в 1967 году. Например, были получены 4XeF6·GeF4, 2XeF6·GeF4 и XeF6·GeF4, но получить аналогичное соединение с фторидом кремния не удалось, за счёт слабой основной функции SiF4. Вещество также взаимодействует с BF3 и AsF5 в соотношении 1:1. При этом образуются белые устойчивые кристаллы, слаболетучие при комнатной температуре (давление паров составляет около 1 мм.рт.ст). XeF6·BF3 плавится при 80 °C с образованием жёлтой вязкой жидкости.
Также были сообщения о получении высшего фторида XeF8 из XeF6 и F2, однако эти данные не подтвердились. Существование октафторида ксенона не возможно из-за размера атома ксенона: атомы фтора были бы очень близко расположены относительно друг друга, и сила отталкивания одноименных зарядов была бы больше энергии связи Xe-F.

## Применение
- Гексафторид ксенона — мощный фторирующий агент.
- Возможно применение в качестве окислителя ракетного топлива.

## Биологическая роль и токсичность
Фторид ксенона(VI) XeF6 (гексафторид ксенона) очень ядовит, сильный окислитель. Предельно допустимая концентрация фторида ксенона(VI) составляет не более 0,05 мг/м³.